# Chai đựng sữa (thủy tinh)

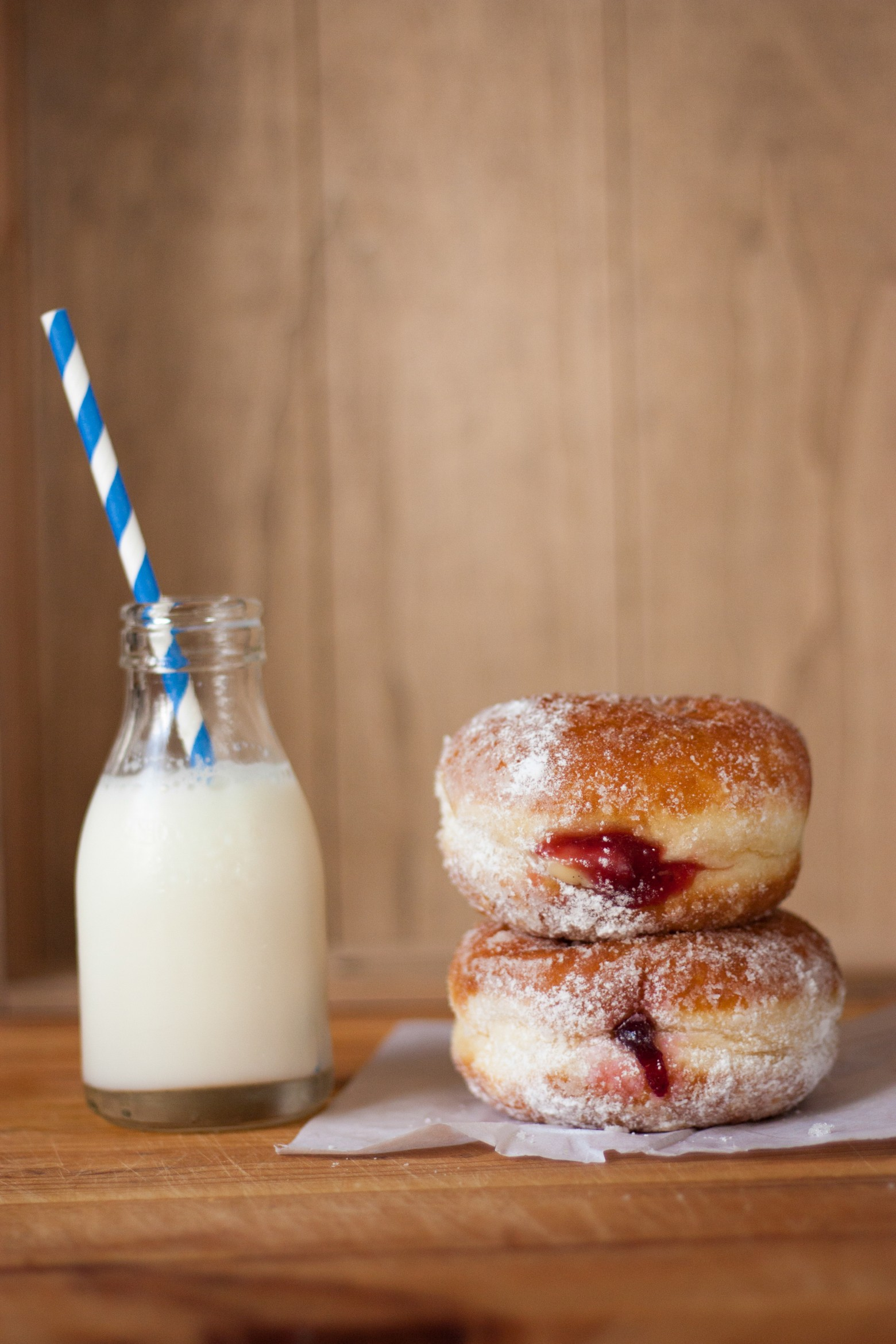
Bữa sáng với một chai sữa và bánh doughnut.

Chai đựng sữa hay chai sữa là những chai thủy tinh được sử dụng để trữ sữa và thường có thể tái sử dụng và trả lại. Thời kỳ đầu các chai thủy tinh được sử dụng chủ yếu tại châu Âu để giao sữa tươi tại nhà bởi những người đưa sữa: bán tại cửa hàng bán lẻ có sẵn ở một số khu vực (có ký gửi chai). Sau khi khách hàng uống xong sữa, họ dự kiến sẽ rửa sạch các chai rỗng và để nó ở cửa để thu gom, hoặc trả lại cho cửa hàng bán lẻ. Kích thước tiêu chuẩn của một chai thay đổi theo vị trí, kích thước phổ biến là panh (pint), quart, lít, v.v.
Gần đây, chai nhựa đã được sử dụng phổ biến để đựng sữa. Chúng thường được làm bằng polyetylen mật độ cao (HDPE), chỉ được sử dụng một lần và có thể tái chế dễ dàng.

## Lịch sử
Từ lâu, sữa đóng trong chai thủy tinh được cung cấp hàng ngày, là tiêu chuẩn trên khắp Hoa Kỳ và Châu Âu tại một số khu vực, thực tế vẫn còn phổ biến. Những chai sữa cổ điển xuất hiện từ cuối những năm 1800 đến giữa thế kỷ 20, sau đó được thay thế bởi những hộp giấy sáp tại các siêu thị khiến nhiều người giao sữa địa phương không thể tiếp tục công việc. Vào cuối thế kỷ 19, sữa thường xuyên được múc trực tiếp từ thùng chứa sữa của nông dân vào các bình mà sau đó giao tới bậc cửa ra vào nhà khách hàng.
Chai đựng sữa đầu tiên tại Hoa Kỳ thường được ghi nhận do công của Harvey D. Thatcher, một người người bán thuốc ở New York đã giới thiệu chai sữa do mình nghĩ ra vào năm 1884. Câu chuyện được kể lại rằng Harvey đã cảm thấy ghê sợ khi nhìn một người đưa sữa nhúng một món đồ chơi trẻ em làm rơi vào một cái can (đựng sữa). Những chai "bảo vệ sữa" Thatcher thời kỳ đầu được dập nổi hình một người nông dân Quaker đang ngồi vắt sữa bò. Bản sao của chai này có sẵn, nhưng bản gốc là khan hiếm.

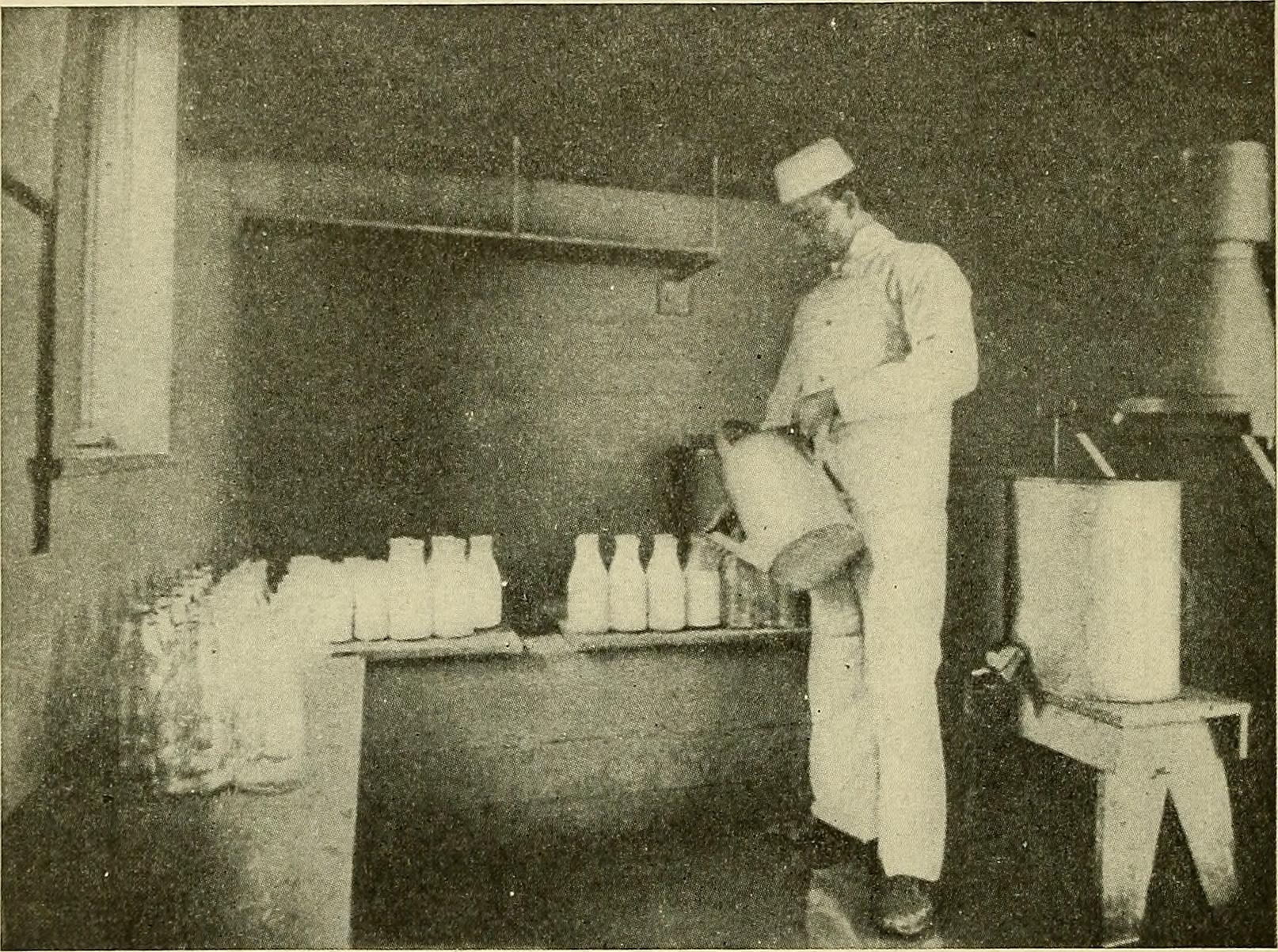
Sữa được rót vào các chai thủy tinh năm 1920
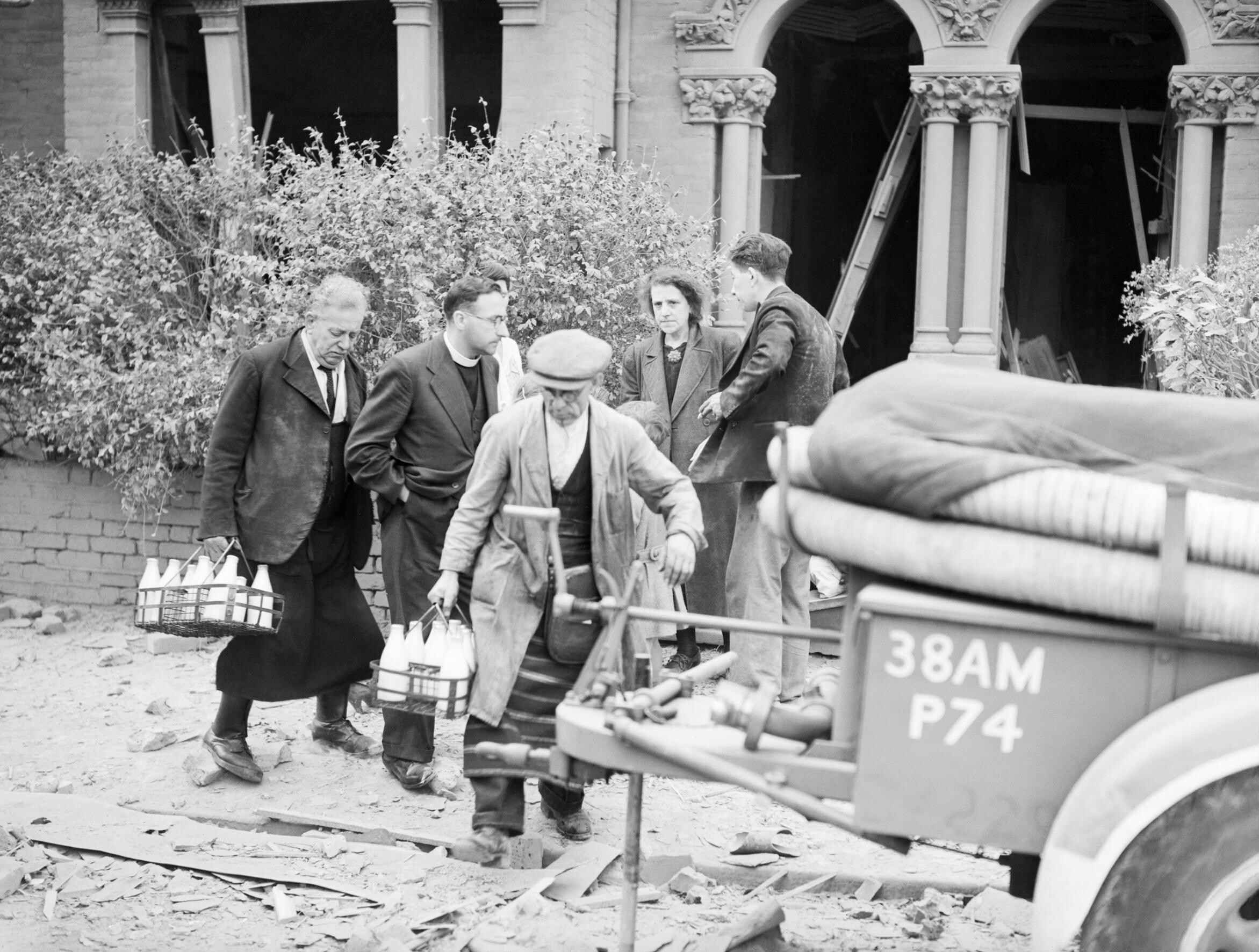
Những người giao sữa tại Upper Norwood, London, tháng 7 năm 1944.
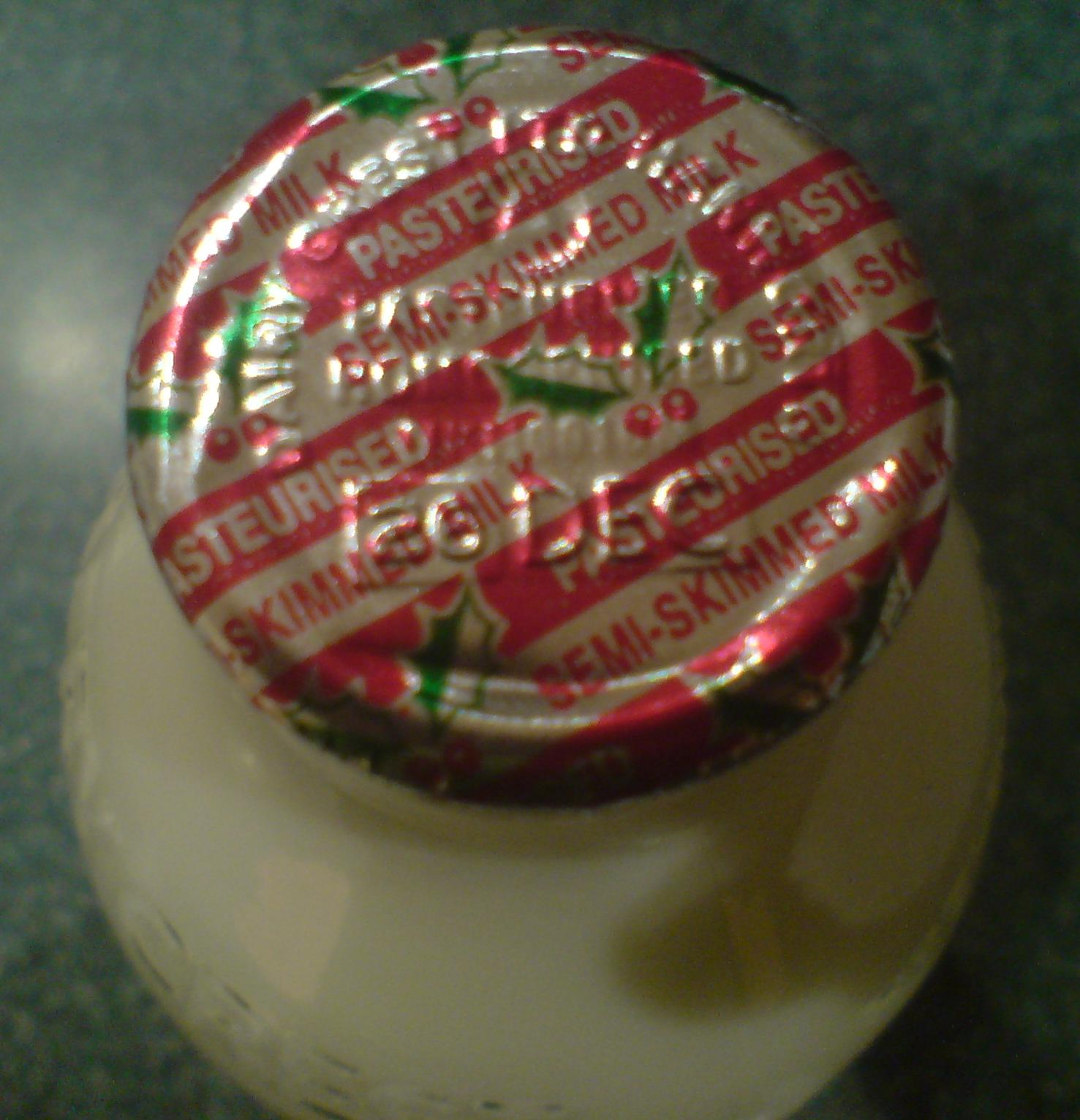
Phần miệng chai được bọc bằng thiếc

Thatcher có thể là người đầu tiên đặt bình sữa để sử dụng, nhưng George Henry Lester là người đầu tiên sáng chế ra ý tưởng, điều mà ông đã làm với thương hiệu Lester Milk Jar của mình năm 1878. Trên thực tế, có rất nhiều bình đựng sữa được cấp bằng sáng chế khác trước Thatcher, mặc dù Thatcher là người đầu tiên sử dụng bao thiếc bọc phần miệng chai sữa (cap).
Hầu hết các nhà sản xuất chai sữa đều dập nổi logo lên các chai mà họ sản xuất, điều này giúp những người đi thu gom chai tương đối dễ dàng phân biệt giữa rất nhiều nhà máy sữa. Cả công ty và nhà máy sữa mom-in-pop (doanh nghiệp nhỏ, thuộc sở hữu gia đình hoặc độc lập) đều có logo của họ được in nổi bên ngoài của những gì được coi là bình sữa cổ. Một số người bán đã sử dụng bề mặt bên ngoài của chai làm không gian quảng cáo.
Dịch vụ giao sữa tại nhà đầu tiên diễn ra vào năm 1785 ở vùng nông thôn Vermont. Chai sữa thủy tinh đầu tiên được cấp bằng sáng chế vào năm 1874 tại Hoa Kỳ.

## Thư viện ảnh

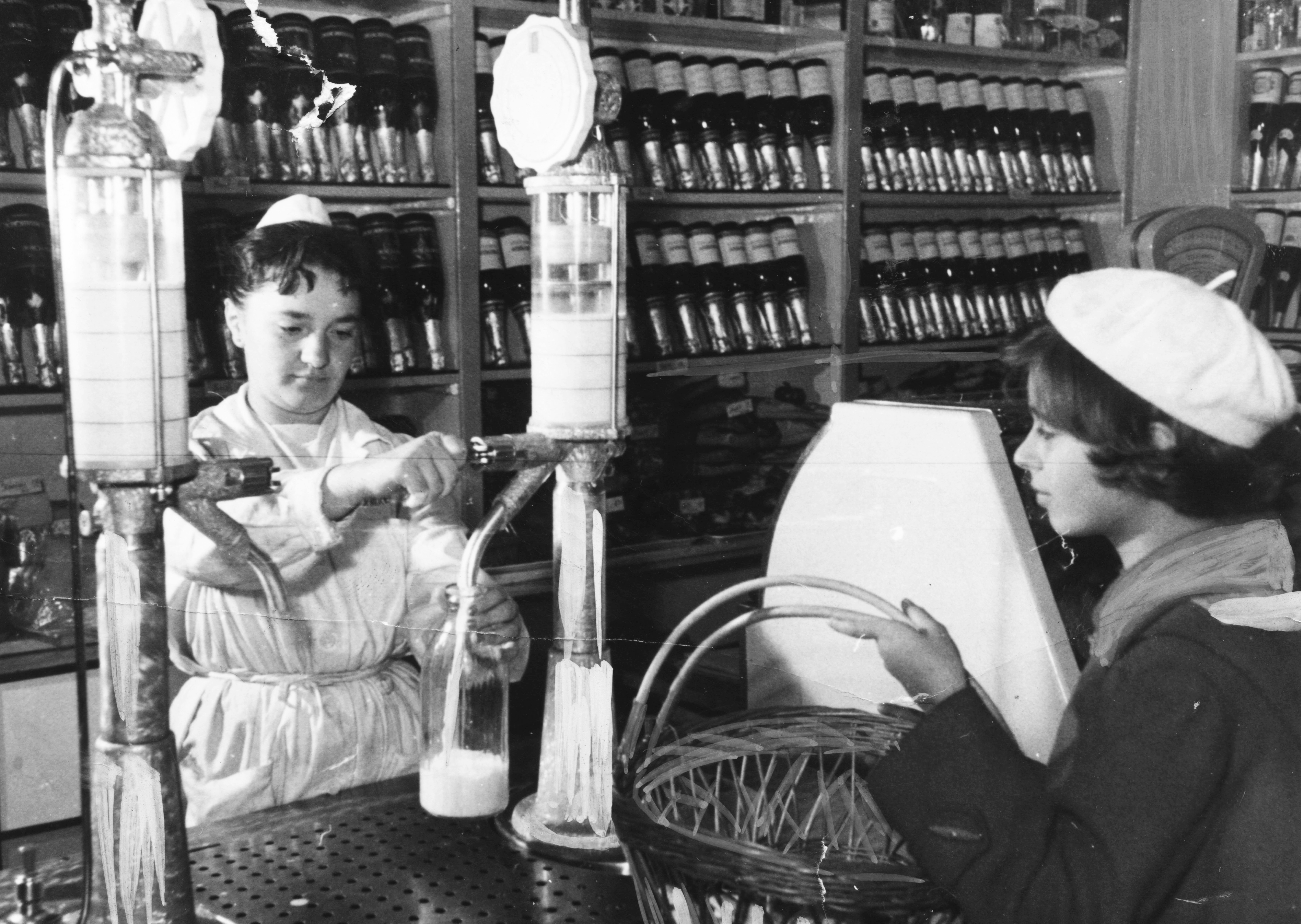
Sữa được rót vào các chai thủy tinh trong cửa hàng
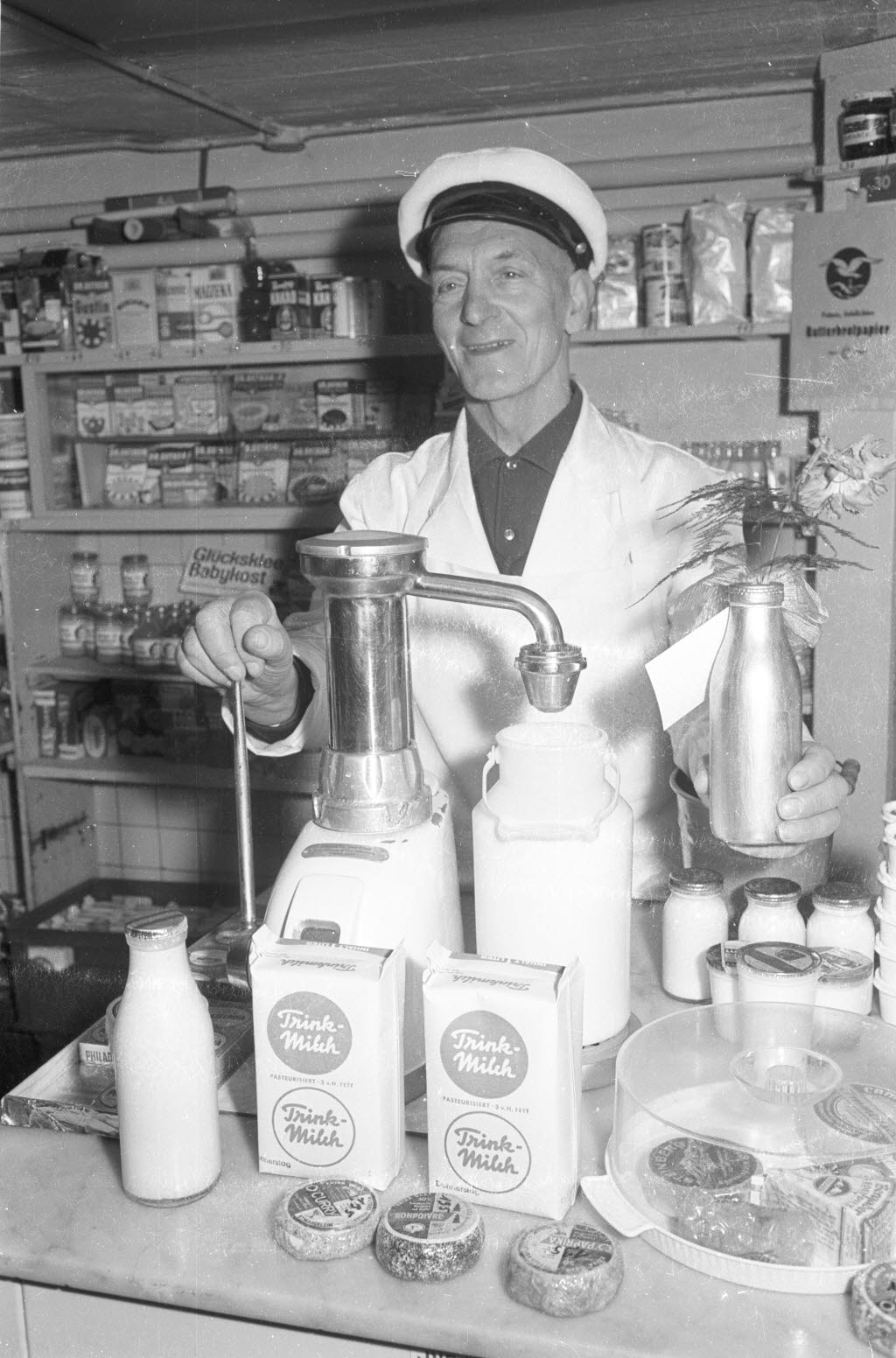
Sữa được đóng vào các chai thủy tinh tại Đức những năm 1940.
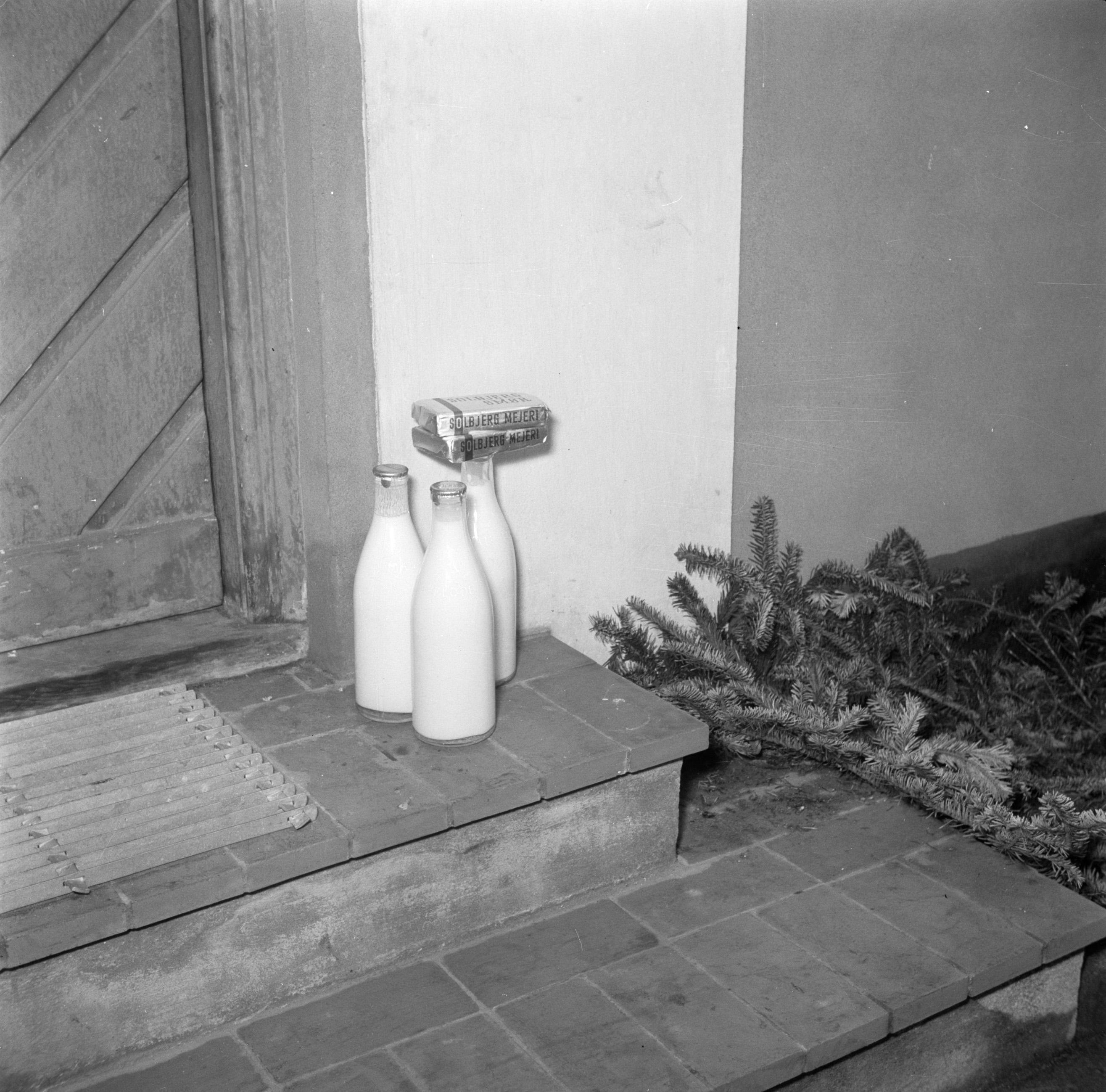
Các chai sữa và bơ được người giao sữa đặt cửa nhà.
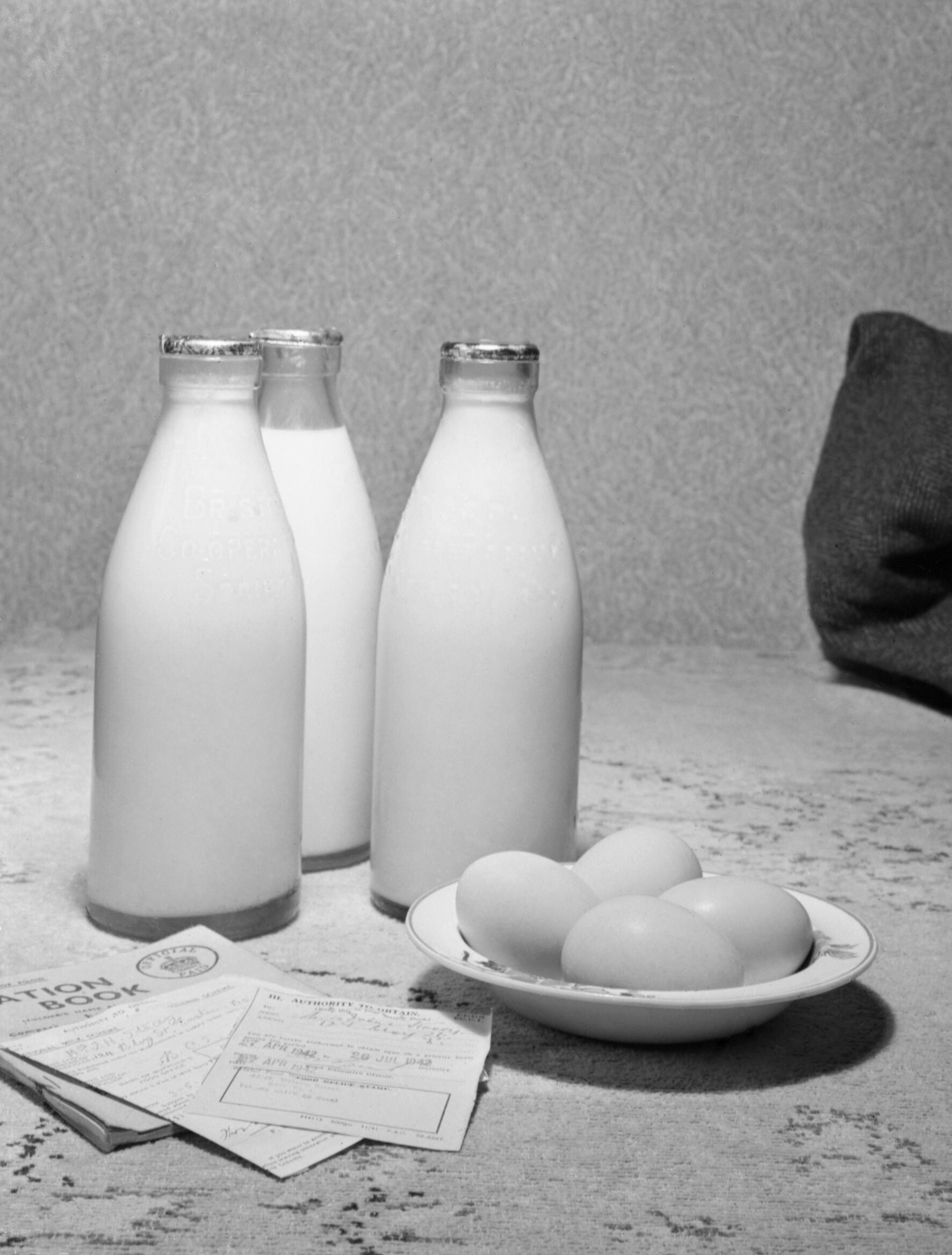
Khẩu phần ăn được ưu tiên gồm ba panh sữa và bốn quả trứng của bà mẹ mang thai trong thời chiến, Bristol, Anh, 1942
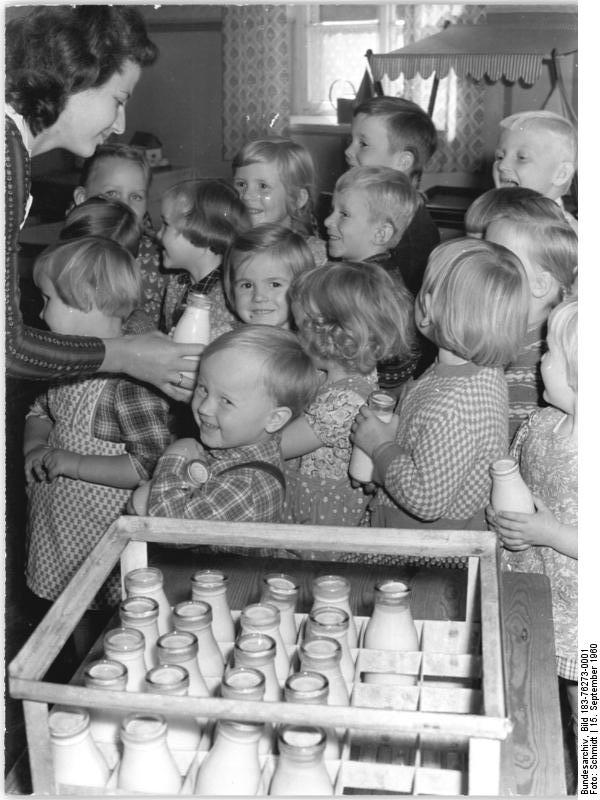
Trẻ em mẫu giáo tại Đức xếp hàng lấy sữa.
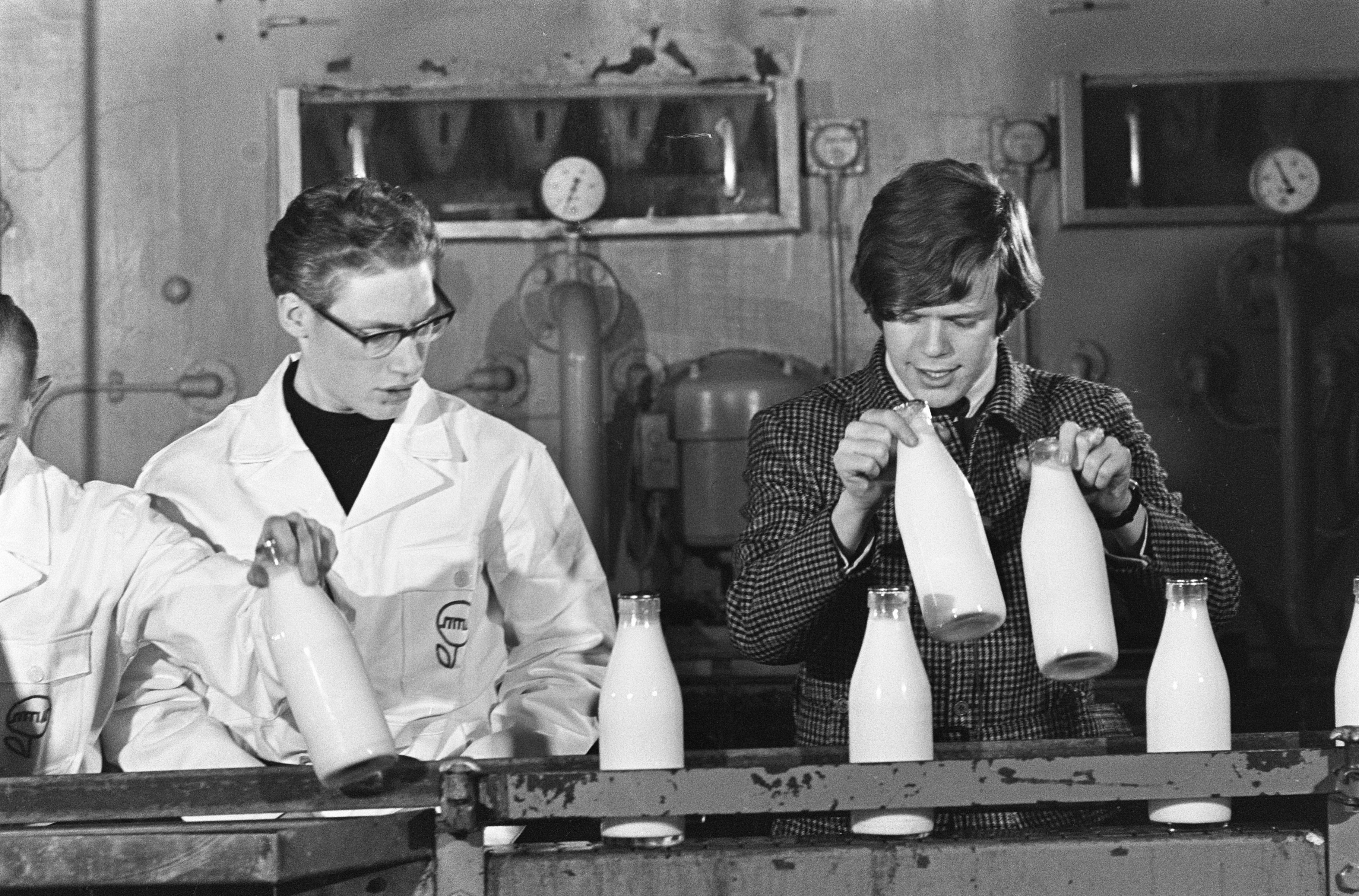
Dây chuyền của một công ty sữa tại Larenseweg ở Hilversum (Hà Lan), tháng 12 năm 1966.
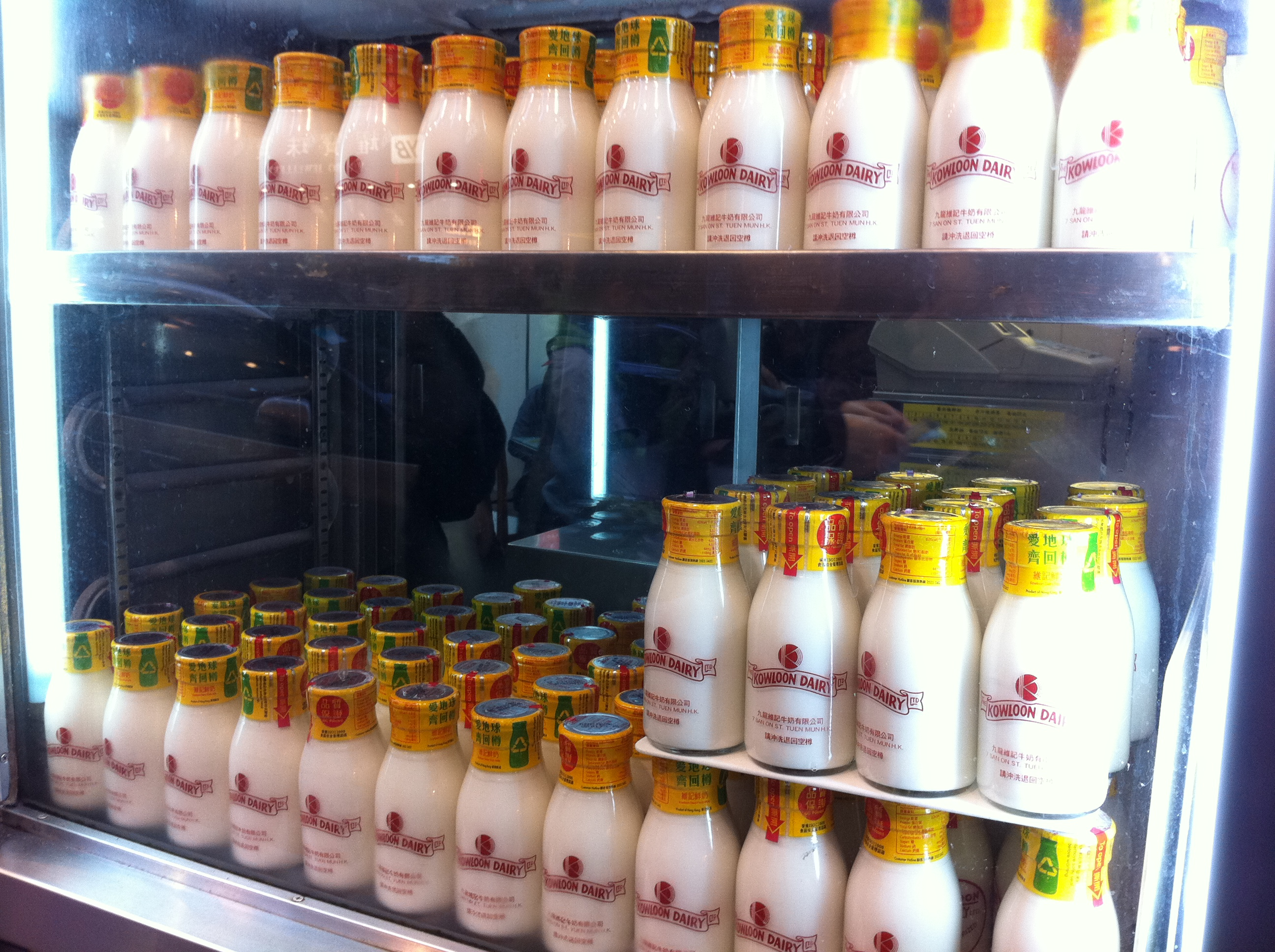
Nhãn hiệu sữa đóng chai thủy tinh Kowloon Dairy tại Hồng Kông
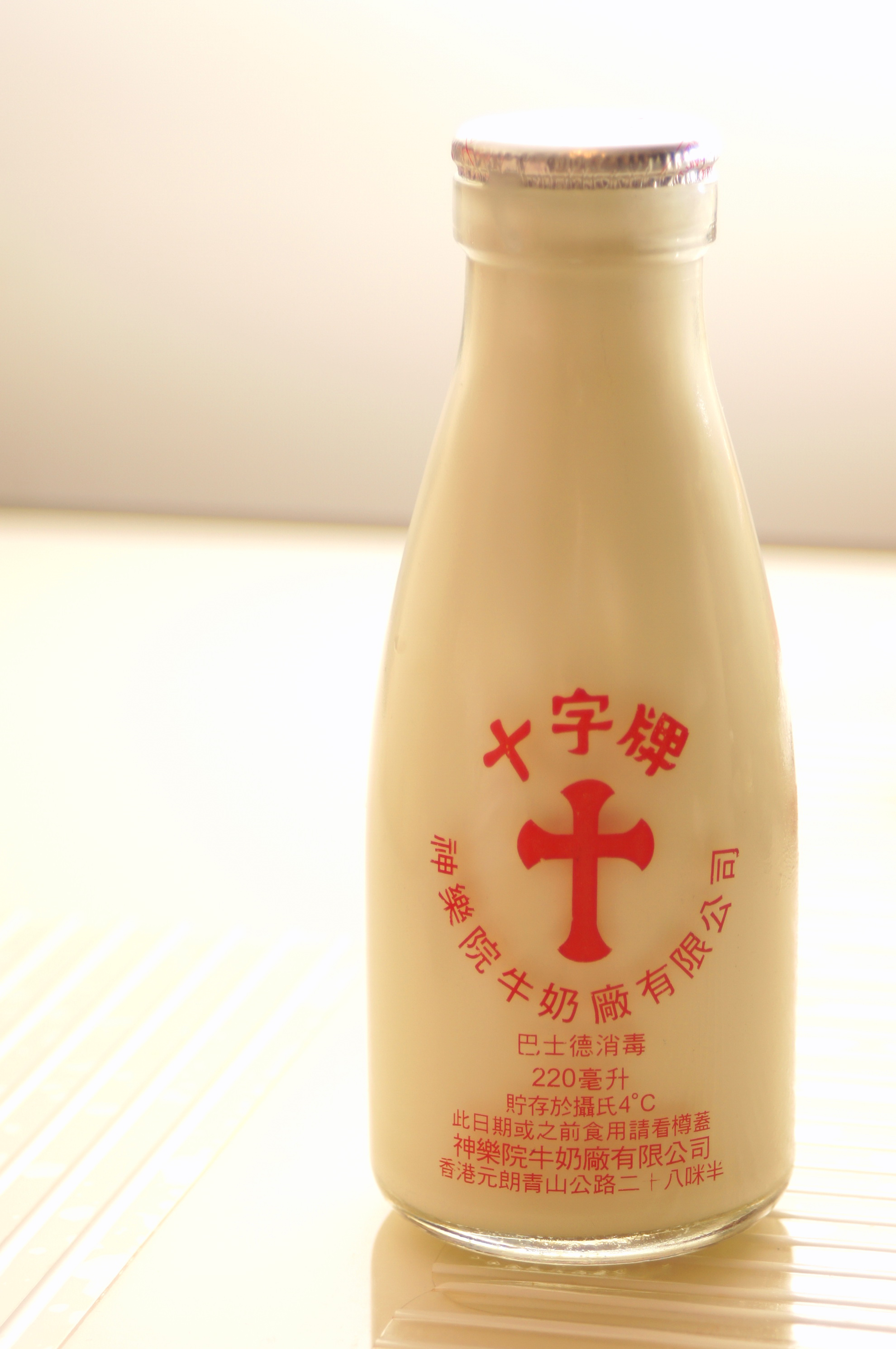
Sữa được đóng vào chai thủy tinh 220ml của công ty Trappist Dairy Limited Hong Kong.
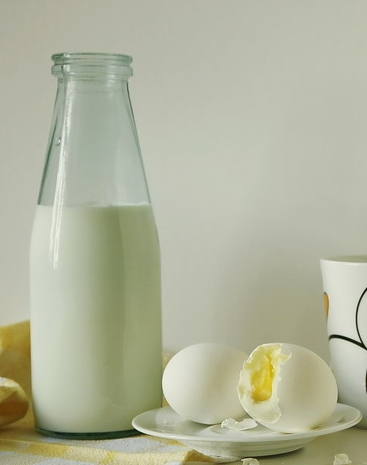
Bữa sáng với một chai sữa và trứng gà luộc.
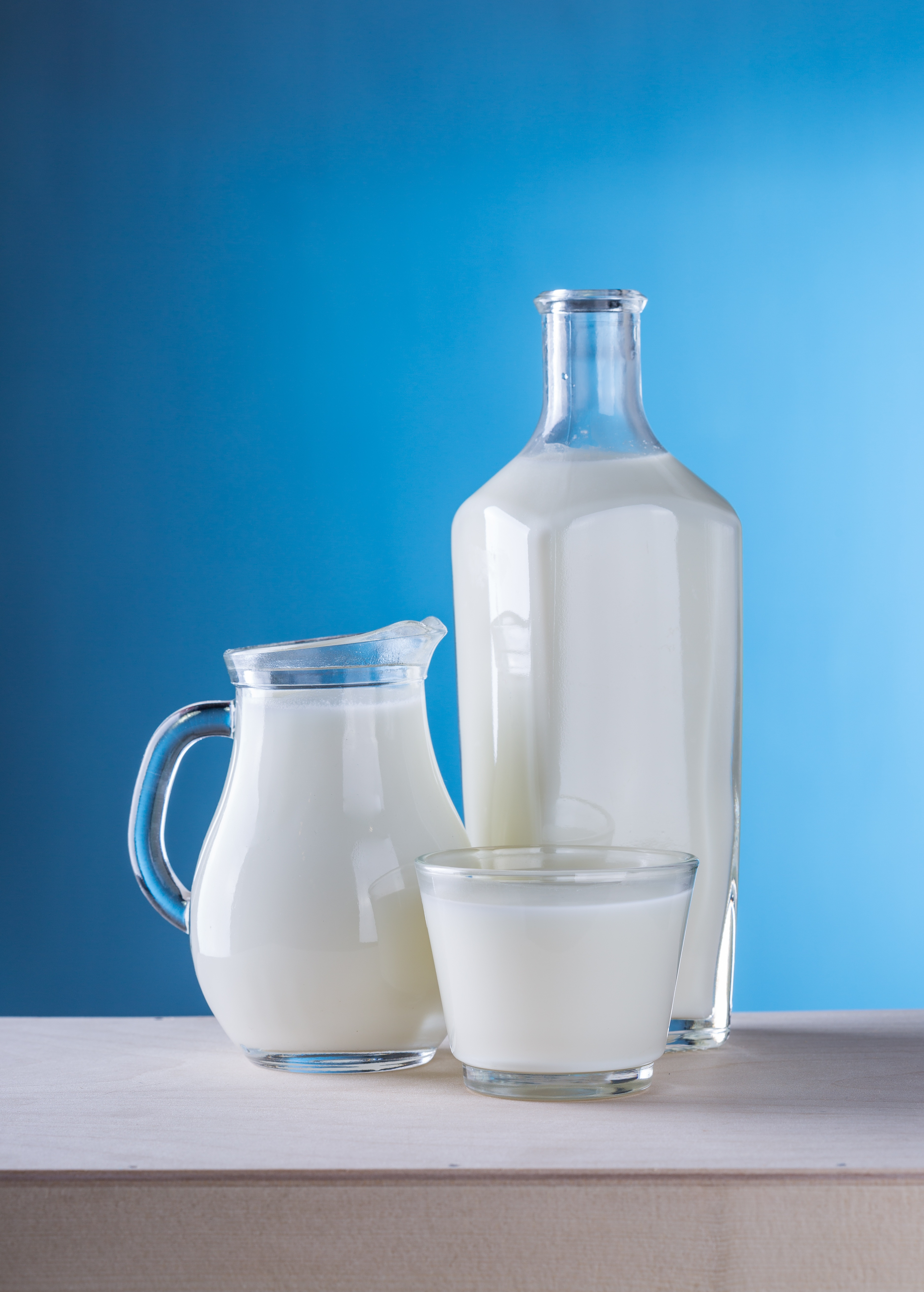
Bình và chai thủy tinh đựng sữa
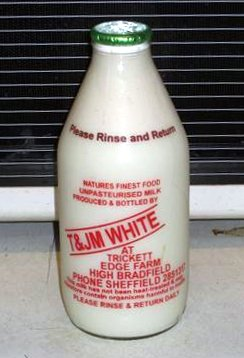
Một chai sữa bằng thủy tinh có nắp màu xanh (thô, chưa tiệt trùng), hiển thị nhãn sức khỏe cần thiết: "sữa này chưa được xử lý nhiệt và có thể chứa các vi sinh vật gây hại cho sức khỏe".